# Just Dance 2016
Just Dance 2016 è il settimo capitolo della serie principale Just Dance sviluppato e pubblicato da Ubisoft. È stato annunciato il 16 giugno 2015 all'Electronic Entertainment Expo 2015 (E3) a Los Angeles. È stato distribuito in Europa a partire dal 22 ottobre 2015.  Il 13 giugno 2016 presso l'E3 2016 Ubisoft ha annunciato il Sequel, Just Dance 2017. Il gioco in totale ha venduto 2.71 milioni di copie in tutto il mondo e la versione Wii è stata la più venduta.

## Modalità di gioco
Just Dance 2016 possiede quasi tutte le caratteristiche delle precedenti edizioni. 5 nuove modalità esclusive (Wii U, Xbox One e PS4).
Showtime: permetterà ai giocatori di registrare un clip di canzoni con effetti visivi a tema.
Dance Quests: nuove missioni di ballo. In ogni missione, i giocatori devono superare una serie di tre brani per avanzare alle sfide di ballo successive.
Dance Party: una nuova modalità del tutto in cooperativa. I giocatori potranno ballare insieme ad amici e familiari in una vera e propria classica sfida, oppure ballare insieme per realizzare il miglior punteggio collettivo come gruppo. 
World Video Challenge: consente ai giocatori di inviare i filmati delle proprie performance per sfidare tutto il mondo. Just Dance Controller: se non si è in possesso di un telecomando o di telecamera, Just Dance Controller trasformerà il proprio smartphone in un sensore di movimento.
Per Playstation 3, Xbox 360 e Wii le modalità saranno le stesse del precedente capitolo.

## Canzoni
Il gioco contiene 43 canzoni.
| Titolo                               | Artisti                                                     | Anno | Modalità  | Ballerino/i |
| ------------------------------------ | ----------------------------------------------------------- | ---- | --------- | ----------- |
| All About That Bass (M)              | Meghan Trainor                                              | 2014 | Solo      | ♀           |
| Animals (M)                          | Martin Garrix                                               | 2013 | Duetto    | ♂/♂         |
| Balkan Blast Remix                   | Angry Birds                                                 | 2015 | Quartetto | ♂/♂/♂/♂     |
| Blame (M)                            | Calvin Harris ft. John Newman                               | 2014 | Solo      | ♂           |
| Born This Way (MT)                   | Lady Gaga                                                   | 2011 | Trio      | ♂/♀/♀       |
| Boys (Summertime Love) (*)(M)        | The Lemon Cubes (Sabrina Salerno)                           | 1987 | Trio      | ♂/♀/♂       |
| Chiwawa (M)                          | Wanko Ni Mero Mero                                          | 2015 | Solo      | ♀           |
| Circus (M)                           | Britney Spears                                              | 2008 | Quartetto | ♀/♀/♀/♀     |
| Cool For The Summer                  | Demi Lovato                                                 | 2015 | Solo      | ♀           |
| Copacabana (*)                       | Frankie Bostello (Barry Manilow)                            | 1977 | Quartetto | ♀/♂/♀/♂     |
| Drop The Mambo (M)                   | Diva Carmina                                                | 2015 | Solo      | ♀           |
| Fancy (M)                            | Iggy Azalea ft. Charli XCX                                  | 2014 | Trio      | ♀/♀/♀       |
| Fun                                  | Pitbull ft. Chris Brown                                     | 2014 | Solo      | ♀           |
| Gibberish                            | MAX                                                         | 2015 | Duetto    | ♀/♂         |
| Hangover (BaBaBa) (M)                | Buraka Som Sistema                                          | 2011 | Duetto    | ♀/♂         |
| Heartbeat Song                       | Kelly Clarkson                                              | 2015 | Solo      | ♀           |
| Hey Mama                             | David Guetta ft. Nicki Minaj, Bebe Rexha & Afrojack         | 2015 | Trio      | ♂/♀/♂       |
| Hit the Road Jack (*)                | Charles Percy (Ray Charles)                                 | 1961 | Duetto    | ♂/♀         |
| I Gotta Feeling (M)                  | The Black Eyed Peas                                         | 2009 | Solo      | ♂           |
| I'm an Albatraoz (M)                 | AronChupa                                                   | 2014 | Solo      | ♀           |
| Ievan Polkka (MD)                    | Hatsune Miku                                                | 2007 | Solo      | ♀           |
| Irish Meadow Dance                   | O'Callaghan's Orchestra                                     | 2015 | Quartetto | ♂/♀/♂/♀     |
| Kaboom Pow                           | Nikki Yanofsky                                              | 2015 | Solo      | ♀           |
| Kool Kontact                         | Glorius Black Belts                                         | 2015 | Duetto    | ♂/♂         |
| Junto A Ti                           | Disney's Violetta (Martina Stoessel ft. Lodovica Comello)   | 2012 | Trio      | ♀/♀/♀       |
| Let's Groove (*)(M)                  | Equinox Stars (Earth, Wind & Fire)                          | 1981 | Trio      | ♂/♂/♂       |
| Lights                               | Ellie Goulding                                              | 2011 | Solo      | ♀           |
| No Control                           | One Direction                                               | 2014 | Quartetto | ♂/♂/♂/♂     |
| Rabiosa (MQ)                         | Shakira ft. El Cata                                         | 2011 | Solo      | ♀           |
| Same Old Love                        | Selena Gomez                                                | 2015 | Trio      | ♂/♀/♂       |
| Stadium Flow                         | Imposs                                                      | 2015 | Solo      | ♂           |
| Stuck On A Feeling (M)               | Prince Royce ft. Snoop Dogg                                 | 2015 | Solo      | ♂           |
| Teacher                              | Nick Jonas                                                  | 2014 | Solo      | ♂           |
| These Boots Are Made for Walking (*) | The Girly Team (Nancy Sinatra)                              | 1966 | Solo      | ♀           |
| The Choice Is Yours                  | Darius Dante Van Djik                                       | 2015 | Solo      | ♂           |
| This Is How We Do                    | Katy Perry                                                  | 2013 | Quartetto | ♀/♀/♀/♀     |
| Under the Sea (*)                    | Disney's The Little Mermaid (Samuel E. Wright)              | 1989 | Solo      | ♀           |
| Uptown Funk                          | Mark Ronson ft. Bruno Mars                                  | 2014 | Solo      | Vario       |
| Want To Want Me                      | Jason Derulo                                                | 2015 | Solo      | ♂           |
| When the Rain Begins to Fall (*)     | Sky Trucking (Jermaine Jackson & Pia Zadora)                | 1984 | Duetto    | ♀/♂         |
| William Tell - Overture              | Rossini                                                     | 1828 | Duetto    | ♂/♂         |
| You Never Can Tell (*)               | A. Caveman & The Backseats (Chuck Berry)                    | 1964 | Duetto    | ♂/♀         |
| You're the One That I Want (*)       | From The Movie Grease (John Travolta & Olivia Newton-John ) | 1978 | Duetto    | ♀/♂         |

- Un "(*)" indica che la canzone è una cover.
- Un "(M)" indica che la canzone ha un mashup.
- Un "(MD)" indica che la canzone ha un mashup duetto.
- Un "(MT)" indica che la canzone ha un mashup trio.
- Un "(MQ)" indica che la canzone ha un mashup quartetto.

## Mash-up
Come nelle precedenti versioni, anche in Just Dance 2016 è possibile trovare le Mash-up. Nella versione 2016 esse sono tematiche, e possono includere da 1 a 4 personaggi.
| Titolo                     | Artisti                            | Modalità  | Tema                         |
| -------------------------- | ---------------------------------- | --------- | ---------------------------- |
| All About That Bass        | Meghan Trainor                     | Solo      | Dive                         |
| Animals                    | Martin Garrix                      | Solo      | Club                         |
| Blame                      | Calvin Harris ft. John Newman      | Solo      | Occhiali da Sole             |
| Born This Way              | Lady Gaga                          | Trio      | Trii                         |
| Boys (Summertime Love) (*) | The Lemon Cubes (Sabrina Salerno)  | Solo      | Il Meglio Di Just Dance 2016 |
| Chiwawa                    | Wanko Ni Mero Mero                 | Solo      | Tipi Buffi                   |
| Circus                     | Britney Spears                     | Solo      | Esibizionisti                |
| Drop The Mambo             | Diva Carmina                       | Solo      | Non Toccare                  |
| Fancy                      | Iggy Azalea ft. Charli XCX         | Solo      | Uomini Retrò                 |
| Hangover (BaBaBa)          | Buraka Som Sistema                 | Solo      | Energetici                   |
| I Gotta Feeling            | The Black Eyed Peas                | Solo      | Hops & Jumps                 |
| I'm an Albatraoz           | AronChupa                          | Solo      | Gironzolare                  |
| Ievan Polkka               | Hatsune Miku                       | Duetto    | B.F.F                        |
| Let's Groove (*)           | Equinox Stars (Earth, Wind & Fire) | Solo      | Brilla                       |
| Lights                     | Ellie Goulding                     | Solo      | Capelli Rosa                 |
| Rabiosa                    | Shakira ft. El Cata                | Quartetto | Balla con gli Amici          |
| Stuck On A Feeling         | Prince Royce ft. Snoop Dogg        | Solo      | Suit Up!                     |

## Coreografie alternative
Sono disponibili le coreografie alternative di quattordici canzoni (di cui una esclusiva per Just Dance Unlimited).
| Titolo                  | Artisti                                             | Anno | Modalità                        | Ballerino/i |
| ----------------------- | --------------------------------------------------- | ---- | ------------------------------- | ----------- |
| All About That Bass     | Meghan Trainor                                      | 2014 | Duetto (Danza dell'Ape e Fiore) | ♂/♀         |
| Animals                 | Martin Garrix                                       | 2013 | Solo (Estrema)                  | ♂           |
| Born This Way           | Lady Gaga                                           | 2011 | Solo (Danza del Nerd)           | ♂           |
| Circus                  | Britney Spears                                      | 2008 | Solo (Estrema)                  | ♀           |
| Fancy                   | Iggy Azalea ft. Charli XCX                          | 2014 | Solo (Danza di Bollywood)       | ♀           |
| Hey Mama                | David Guetta ft. Nicki Minaj, Bebe Rexha & Afrojack | 2015 | Trio (Danza delle Geishe)       | ♀/♀/♀       |
| Hit the Road Jack (*)   | Charles Percy (Ray Charles)                         | 1961 | Trio (Line Dance/Karaoke)       | ♂/♀/♂       |
| I Gotta Feeling         | The Black Eyed Peas                                 | 2009 | Duetto (Danza in Classe)        | ♂/♀         |
| Rabiosa                 | Shakira ft. El Cata                                 | 2011 | Solo (Danza Latina/Fitness)     | ♀           |
| Taste The Feeling (JDU) | Avicii vs. Conrad Sewell                            | 2016 | Solo (Community Remix)          | ♀           |
| Teacher                 | Nick Jonas                                          | 2014 | Duetto (Danza in Auto)          | ♂/♂         |
| This Is How We Do       | Katy Perry                                          | 2013 | Solo (Fitness)                  | ♀           |
| Uptown Funk             | Mark Ronson ft. Bruno Mars                          | 2014 | Trio (Danza dei Gessati)        | ♂/♂/♂       |
| Want To Want Me         | Jason Derulo                                        | 2015 | Duetto (Danza di Coppia)        | ♂/♀         |

- Un "(*)" indica che la canzone è una cover.
- Un "(JDU)" indica che la canzone è esclusiva solo Just Dance Unlimited.

## Just Dance Unlimited
Just Dance Unlimited, offre l'accesso su abbonamento a una libreria in streaming di canzoni dai precedenti Just Dance (più di 150 brani), assieme a canzoni esclusive:
| Titolo                  | Artisti                  | Anno | Modalità  | Ballerino/i | Data di uscita                                        |
| ----------------------- | ------------------------ | ---- | --------- | ----------- | ----------------------------------------------------- |
| Am I Wrong              | Nico & Vinz              | 2013 | Solo      | ♂           | 21 aprile 2016                                        |
| Better When I'm Dancin' | Meghan Trainor           | 2015 | Solo      | ♀           | 25 novembre 2015                                      |
| Cheerleader             | Omi                      | 2014 | Quartetto | ♂/♀/♂/♀     | 20 ottobre 2015                                       |
| Get Ugly                | Jason Derulo             | 2015 | Trio      | ♀/♂/♀       | 26 febbraio 2016                                      |
| Hold My Hand            | Jess Glynne              | 2015 | Solo      | ♂           | 19 maggio 2016                                        |
| Shut Up and Dance       | Walk The Moon            | 2014 | Duetto    | ♀/♂         | 20 gennaio 2016                                       |
| Smile (Улыбайся)        | IOWA                     | 2012 | Solo      | ♀           | 20 ottobre 2015                                       |
| Taste The Feeling       | Avicii vs. Conrad Sewell | 2016 | Solo      | ♂           | 10 marzo 2016 (Classica) 11 luglio 2016 (Alternativa) |